# Anna Fraentzel Celli
Anna Fraentzel-Celli (Berlino, 27 maggio 1878 – Roma, 28 settembre 1958) è stata un'infermiera e filantropa tedesca che si è dedicata, assieme al marito Angelo Celli, alla lotta contro la malaria e l'analfabetismo nell'Agro Romano e nelle paludi pontine.

## Biografia

### La passione per la medicina e l'incontro con Celli
Figlia di Oscar e Katharina Traube, Anna Fraentzel è nata a Berlino, terza di quattro sorelle (Margarethe, Käthe, lei e Marie), da una famiglia della borghesia ebraica tedesca. Il nonno materno Ludwig Traube e il padre Oscar Fraentzel erano entrambi celebri medici e da loro Anna ereditò la passione per la medicina. Nel 1894 dopo l'improvvisa morte del padre la famiglia si ritrovò in gravi difficoltà economiche e Anna, ancora diciassettenne, dovette rinunciare al sogno di studiare medicina essendo obbligata a trovare un lavoro per potersi mantenere. Decise comunque di dedicarsi al prossimo diventando infermiera e, avendo saputo che per una donna era più facile diventare infermiera in Italia, chiese aiuto alla zia Margarete Traube che viveva in Italia e aveva sposato in seconde nozze Guglielmo Mengarini. La zia la indirizzò ad un suo conoscente, il professor Angelo Celli specialista in malattie tropicali, che si trovava ad Amburgo proprio in quel periodo, per motivi di studio. Così nel settembre del 1895 Anna incontrò Angelo Celli, che rimase colpito dalla determinazione della giovane. Il professore si adoperò per trovarle una sistemazione presso l'ospedale locale come aiuto infermiera; Anna lavorava dalle 10 alle 16 ore al giorno ricevendo solo vitto e alloggio. Celli le impartì anche alcune lezioni di italiano. Quando Celli partì i due rimasero in contatto epistolare.

### Il trasferimento a Roma e gli studi sulla malaria
Due anni dopo Celli tornò ad Amburgo per un congresso sui metodi di lotta contro la malaria. L'amicizia nata e coltivata tra i due si trasformò in un sentimento più profondo: Anna e il professore si fidanzarono segretamente, nonostante i vent'anni di differenza d'età. Successivamente Anna si trasferì a Roma e grazie all'aiuto di Celli cominciò a lavorare all'Ospedale Santo Spirito. Da allora poté finalmente dedicarsi alla medicina e alla scienza. Al Santo Spirito fu introdotta da Celli nell'istituto di Anatomia patologica. Nonostante fosse donna e per di più straniera, Anna si ambientò prestissimo lavorando tra il personale e gli studenti in laboratorio con l'équipe di medici impegnati negli studi sulla malaria. Tra questi, oltre allo stesso Celli, vi erano Corrado Tommasi Crudeli, Ettore Marchiafava, Giovanni Battista Grassi, Amico Bignami, Giuseppe Bastianelli.

### La lotta contro la malaria

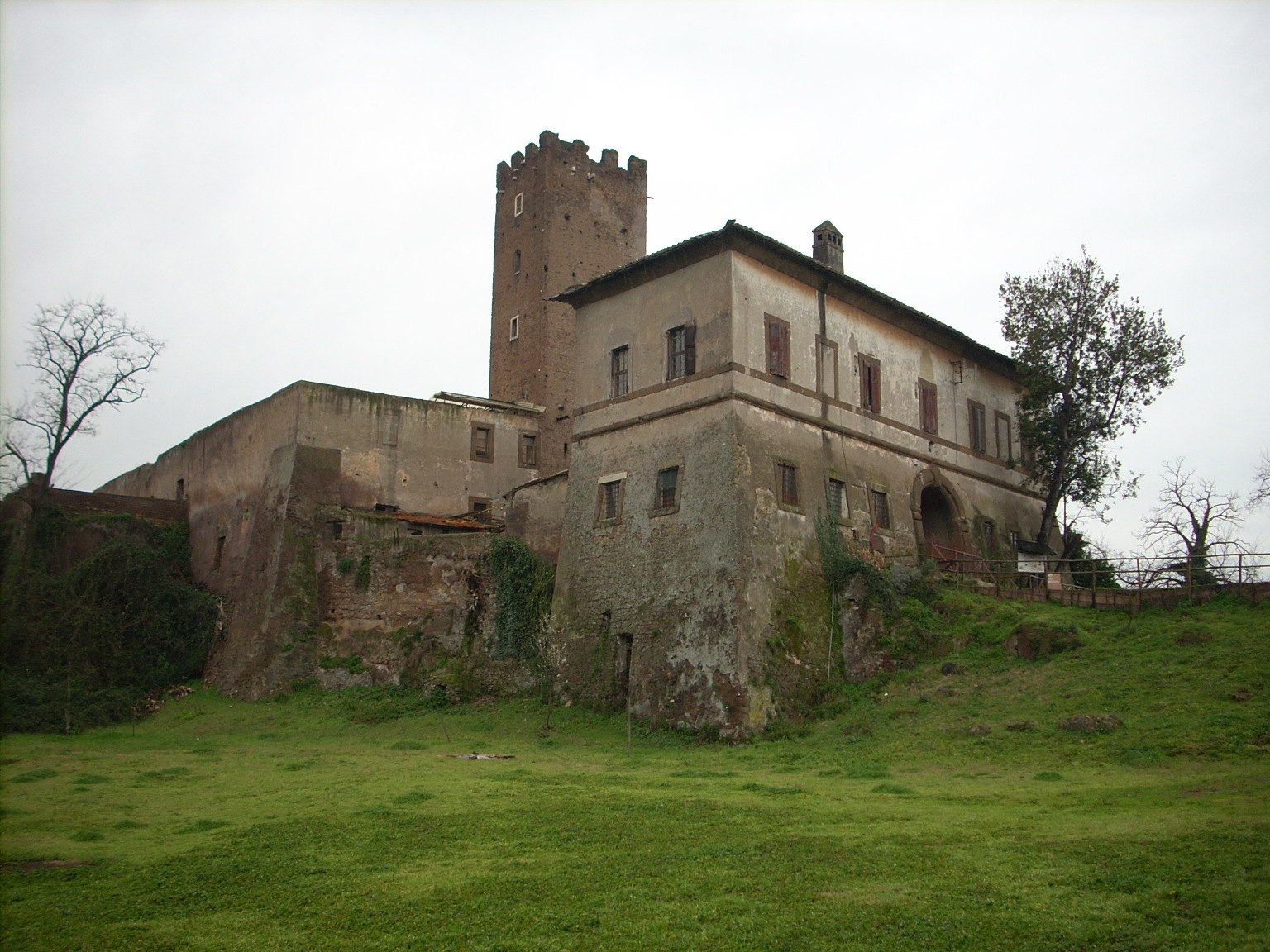
Casale della Cervelletta, stazione antimalarica

Nel 1898 G. B. Grassi scoprì che il vettore di trasmissione della malaria era la zanzara anofele. Celli, che tre anni prima si era battuto a lungo affinché venisse approvata la legge sul “Chinino di Stato”, poté quindi iniziare insieme ad Anna gli studi sul campo per la cura e la profilassi contro la malaria, perlustrando le zone dell'Agro Romano e delle paludi pontine duramente colpite da questa piaga. In un primo tempo l'impresa non fu semplice a causa dell'elevato grado di miseria e ignoranza delle popolazioni rurali che rendeva difficile l'applicazione delle norme di profilassi. Per Anna fu problematico riuscire a convincere quelle persone ad assumere costantemente il chinino e a dotare le case di retine per le finestre. Rimase inoltre tristemente colpita dalle condizioni in cui vivevano i braccianti agricoli avventizi, i cosiddetti guitti.
Celli continuò la campagna antimalarica organizzando, con l'aiuto della Croce Rossa e i finanziamenti della Società Italiana per gli Studi sulla Malaria, due stazioni sanitarie sperimentali nell'Agro. Una delle due si trovava alla Cervelletta, zona a est di Roma. Nella primavera del 1899 Anna si trasferì col professore alla Cervelletta, dove cominciò la campagna di profilassi. Ostacolata inizialmente dalla diffidenza dei contadini, venne però ben presto accolta nella comunità. Ella era instancabile: oltre all'impegno nell'Agro continuava il lavoro in ospedale. L'11 settembre dello stesso anno Anna Fraentzel e Angelo Celli si sposarono a San Vito di Cadore con rito cattolico; la Fraentzel si era precedentemente convertita per compiacere il futuro marito.
Nel 1900 Anna Celli ricevette un altro incarico dal marito e si stabilì per un anno a Foro Appio, nelle paludi pontine, diffondendo anche lì la profilassi antimalarica.

### L'ambulatorio "La Scarpetta" e la scuola di preparazione per infermiere
Conclusa la sua prima esperienza nella lotta antimalarica, Anna entrò con il marito a far parte del comitato per il potenziamento dell'ambulatorio pediatrico La Scarpetta a Trastevere. Fu creata un'infermeria provvista di letti e assistenza medica e infermieristica per i bambini poveri di Trastevere e del Ghetto ebraico. Ad Anna furono assegnati gli incarichi di presidenza e amministrazione.
Negli stessi anni la Celli si era adoperata per la fondazione di una "scuola per l'assistenza agli infermi sotto l'alta direzione del prof. Angelo Celli" presso il Policlinico; in quest'ambito si occupò di istruire, insieme ad altri medici, ragazze della borghesia romana che volevano impegnarsi nell'assistenza ai malati. Forte della sua esperienza era convinta che il personale infermieristico dovesse essere laico a causa delle limitazioni imposte dalle regole religiose alle suore infermiere. Era inoltre molto severa nella selezione delle giovani, al punto che riteneva dovessero essere solo nubili o vedove, opinione contestata dai contemporanei.

### L'alfabetizzazione delle Campagne romane

Da sinistra: Anna Fraentzel Celli, Ersilia Bronzini Majno, Elisa Boschetti e Pellegrina Pirani nella sede dell'Unione Femminile Nazionale a Milano

Già durante il periodo di permanenza alla Cervelletta Anna era rimasta stupita dall'altissimo tasso di analfabetismo tra adulti e bambini. Aveva abbracciato in pieno la teoria del marito secondo cui la diffusione dell'istruzione avrebbe accelerato e favorito la difesa e la prevenzione tanto della malaria quanto delle altre malattie infettive. Aveva anche avviato una scuola per i figli dei guitti alla Cervelletta ma il successo dell'impresa fu di breve durata, perché i bambini cominciarono presto a non frequentare più.
Anna non abbandonò il progetto e nel 1904 propose alla sezione di Roma dell'Unione femminile nazionale l'istituzione di scuole estive e serali nell'Agro romano. La diffusione dell'istruzione era, infatti, uno degli scopi principali dell'Unione, di cui Anna era sostenitrice da tempo. La Fraentzel fu anche collaboratrice fissa della rivista dell'Unione insieme a Sibilla Aleramo e si assunse ben presto il compito di organizzare e dirigere l'attività educativa nelle campagne. Nell'anno scolastico 1905-1906 furono aperti i primi corsi estivi nell'Agro e questa volta, nonostante il boicottaggio dei latifondisti, l'iniziativa andò a buon fine. Nel 1907 per dare un assetto più organico al servizio scolastico ed organizzarne la diffusione, Anna insieme al marito, a Sibilla Aleramo, e al compagno di questa (il poeta Giovanni Cena), costituì il Comitato delle scuole per i contadini di cui fu eletta presidente. Presero parte al progetto anche altri intellettuali italiani, tra cui l'artista romano Duilio Cambellotti. Da quel momento le scuole si svilupparono nell'Agro e nelle paludi di pari passo con la diffusione dell'assistenza antimalarica, nonostante il problema della mancanza di fondi e grazie alla stretta collaborazione tra insegnanti e medici.

### La morte di Celli e il ritorno alle origini
Poco dopo l'inizio della prima guerra mondiale, il 2 novembre 1914 Angelo Celli, già sofferente da diversi anni, morì. Anna che non aveva avuto figli con il professore, rimase distrutta. Smise progressivamente di frequentare il Comitato delle scuole per i contadini, con il quale aveva già raffreddato i rapporti a causa del suo carattere autoritario ed eccessivamente prudente, finché rinunciò alla carica di presidente nel 1915.
Nel 1920 riprese l'attività che le era più congeniale di assistenza igienico-sanitaria contro la malaria. Organizzò con la Croce Rossa il servizio di assistenza nella zona di Maccarese. L'anno seguente fu incaricata dal Comitato romano per l'assistenza antimalarica di controllare in qualità di ispettrice il personale femminile ausiliario delle Profilassatrici, che proveniva dalla Scuola di Malariologia di Nettuno.
Infine si occupò anche del personale ausiliario negli ambulatori di montagna dove venivano curati pastori e braccianti al rientro dai campi, per evitare di riaccendere focolai tra la popolazione.

### La vita a Frascati, il ritiro e la morte

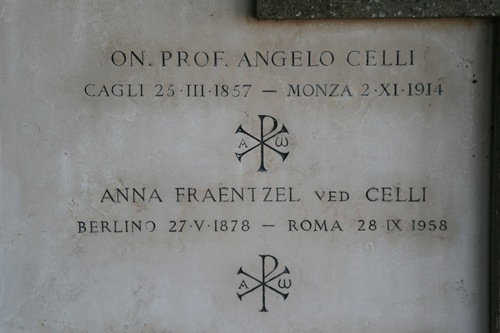
Tomba dei coniugi Celli a Frascati

Verso la metà degli anni Venti Anna concluse la sua collaborazione con il Comitato romano per l'assistenza antimalarica e si ritirò nella villetta a Frascati, dove si era trasferita con il marito quando lo scienziato aveva cominciato ad avere problemi di salute. In quegli anni rimase sempre in contatto con la comunità scientifica, ricevendo spesso ospiti illustri. Inoltre si dedicò al riordino e completamento del materiale raccolto dal marito riguardo alla Storia della Malaria nell'Agro romano curandone anche la pubblicazione.
Nel 1944 pubblicò con lo pseudonimo L. M. Heid Uomini che non scompaiono, un racconto autobiografico; una edizione tedesca dello stesso volume uscì in Germania con un titolo diverso e qualche modifica ma con la firma dell'autrice. In precedenza aveva scritto diversi articoli inerenti alle sue attività, pubblicati su riviste e quotidiani.
Non potendo più vivere da sola, a causa dell'età avanzata, trascorse gli ultimi anni della sua vita nel pensionato delle Diaconesse Germaniche di Keiserwerth. Si spense a Roma il 28 settembre 1958. Anna Fraentzel-Celli fu sepolta accanto alla tomba del marito nel cimitero di Frascati, di cui Celli era diventato cittadino onorario.

## Onorificenze
- Medaglia d'oro "per non comuni e gratuite prestazioni a vantaggio dell'istruzione popolare e dell'educazione infantile", dal Ministero della Pubblica Istruzione[25]
- Medaglia d'argento per la salute pubblica, dal Ministero dell'Interno[26]
- Medaglia d'oro al merito per l'azione svolta a beneficio dei sofferenti, dal Commissariato di Salute Pubblica[26]
- Medaglia Bernhard-Nocht "destinata a coloro che hanno acquistato benemerenze nel campo della medicina tropicale", dall'Istituto Tedesco di Malattie Tropicali.[27]

## Pubblicazioni principali

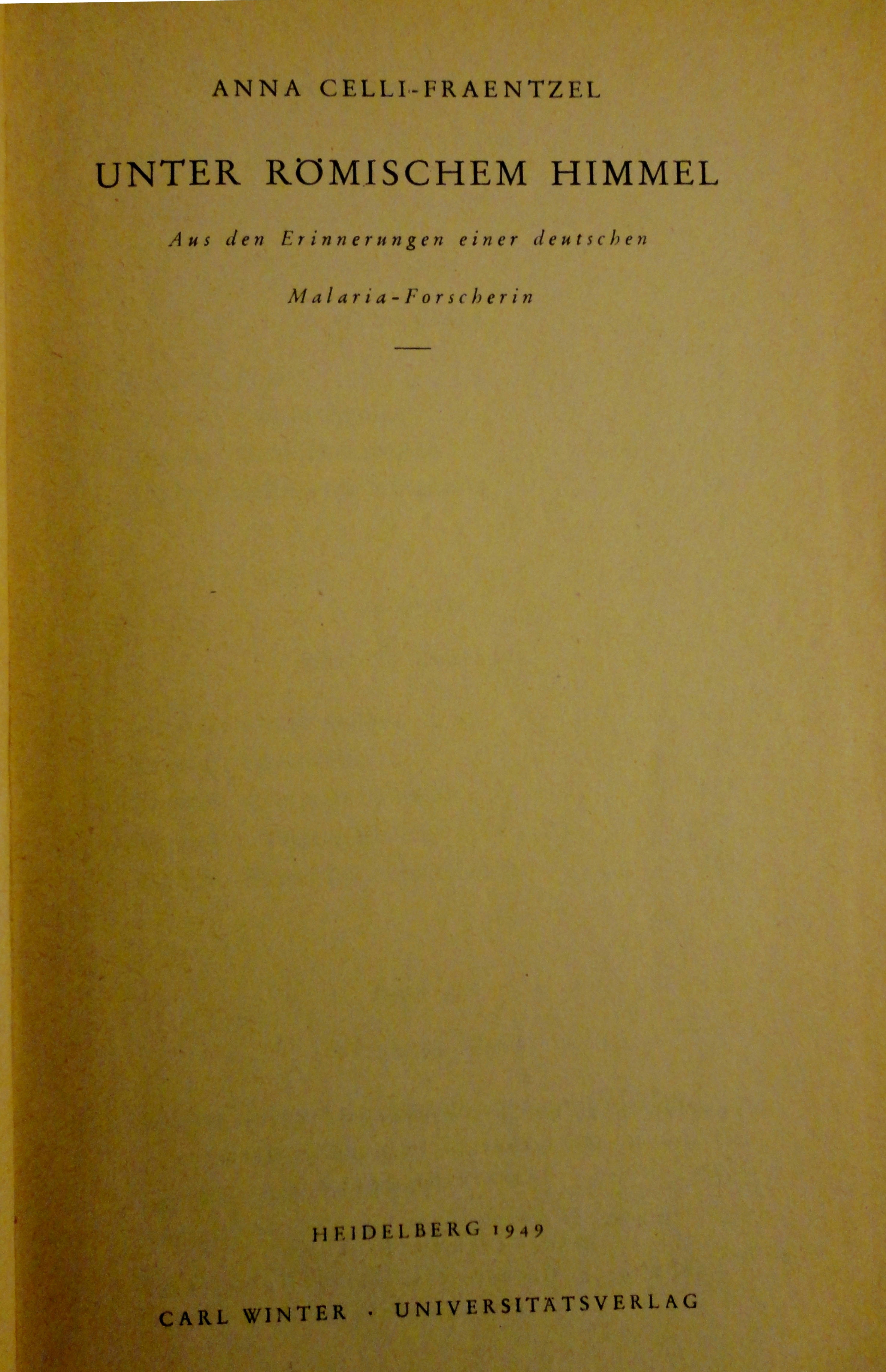
Edizione tedesca di Uomini che non scompaiono

- La Donna Infermiera in Italia, in Unione Femminile, Milano:
  -  Parte I, n. 3-4, maggio 1901 (Anno I),  pp. 26-29;
  -  Parte II, n. 7-8, luglio 1901 (Anno I),  pp. 52-57.
- Cenni sulla vita della contadina e dei bambini nell'Agro romano, in Unione Femminile, n. 10, Milano, ottobre 1901 (Anno I),  pp. 103-105.
- Casse di maternità, in Unione Femminile, n. 15-18, Milano, settembre 1902 (Anno II),  p. 130.
- Riflessioni sull'invadenza delle congregazioni religiose, in Unione Femminile, n. 9-10, Milano, maggio 1904 (Anno IV),  pp. 106-107.
- Per le scuole delle infermiere, in Nuova Antologia di lettere, scienze ed arti, vol. CXXXVII della raccolta CCXXI, Roma, settembre-ottobre 1908,  pp. 481-491.
- L'Unione Femminile Nazionale e l'Agro romano, in Vita Femminile Italiana, 1912.
- Contro un grande flagello: perché non sia offuscata la gloria dei nostri grandi malariologi, in Il Messaggero, 10 agosto 1926.
- La febbre palustre nella poesia: da Virgilio a D'Annunzio, in Rivista di Malariologia (supplemento), Roma, La Cardinal Ferrari, 1930 (Anno IX).
- Giustino Fortunato e la lotta contro la malaria, in Archivio storico per la Calabria e la Lucania, n. 4, Roma, Cuggiani, 1932 (Anno II).
- L'origine delle scuole contadinesche dell'Agro romano, in Rivista pedagogica, n. 2, marzo-aprile 1933 (Anno XXVI).
- I riferimenti alla febbre palustre nella poesia, estratto dagli Atti del IV Congresso Nazionale della Società Italiana di Storia delle Scienze mediche e naturali; Roma 11-12 maggio 1933, Stab. S. Bernardino, Siena, 1933
- (DE) Die Römische Campagna und ihre Geschichte, Zurigo, Sperber-Verlag, 1939.
- Anna Fraentzel-Celli [pseudonimo: M.L. Heid], Uomini che non scompaiono, Sansoni, Firenze, 1944
- Centenari e Commemorazioni: 1º novembre 1898 - 1º novembre 1948, in Rivista di storia delle scienze mediche e naturali, luglio-dicembre 1948.
- (DE) Unter Römischem Himmel, Aus den Erinnerungen einer deutschen, Malaria-Forscherin, Heidelberg, Carl Winter-Universitatsverlang, 1949.[28]